# Doxocopa plesaurina
Doxocopa plesaurina is een vlinder uit de familie van de Nymphalidae. De wetenschappelijke naam van de soort is voor het eerst geldig gepubliceerd in 1872 door Arthur Gardiner Butler & Druce.